# Fenotiazină
Fenotiazina este un compus heterociclic cu formula S(C6H4)2NH, fiind un derivat de tiazină. Fenotiazinele sunt derivați ai acestui compus, fiind regăsiți în număr mare printre structurile medicamentelor (antipsihotice, antihistaminice, etc).

## Obținere
Fenotiazina se obține la nivel industrial în urma reacției dintre difenilamină și sulf. Se obține și hidrogen sulfurat gazos ca produs secundar, care se elimină ușor. Fenotiazina obținută este purificată prin distilare în vid.
{\displaystyle {\ce {(C6H5)2NH + 2S -> C12H9NS + 2H2S}}}

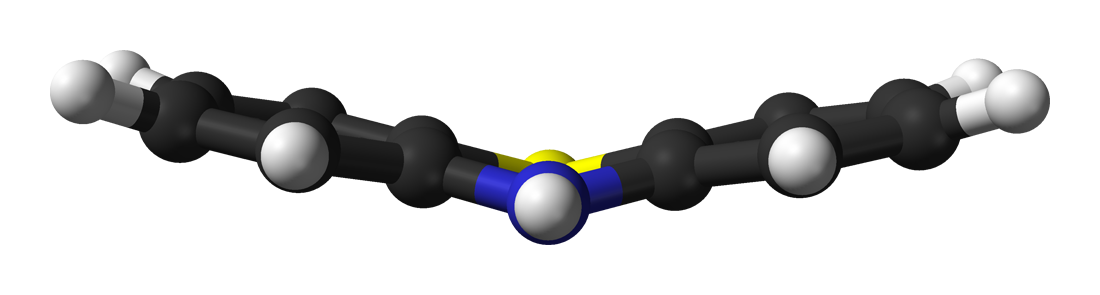
Plierea entității tiazinice din fenotiazină

Puține dintre medicamentele cu structură fenotiazinică sunt preparate direct de la fenotiazină, dar câteva sunt preparate astfel.

## Proprietăți
Nucleul central tiazinic C4SN este pliat în molecula fenotiazinelor.